# Jon Flatabø
Jon Flatabø, född 7 april 1846, död 10 februari 1930, var en norsk författare.
Jon Flatabø, som debuterade 1891 med romanen Den gamle skolemester, vars handling utspelas i Hardanger, publicerade fram mot slutet av sitt liv så gott som varje år en bok med motiv från norsk landsbygd, främst Hardanger, med romantiskt händelseförlopp. Av hans böcker, som vanligen blev mycket populära men inte beaktades av den litterära kritiken, märks Hun fridde selv (1896), En storthingsbonde (1899), Brudeferden i Hardanger (1903), Hardangerbruden (1905), Huldren paa Sungrøstølen (1914), Uskyldig indespærret (1922) och Vebjørn. Den ensomme bonde (1926).